# Нищук, Евгений Николаевич
Евге́ний Никола́евич Нищу́к (укр. Євген Миколайович Нищук; род. 29 декабря 1972, Ивано-Франковск, УССР, СССР) — украинский актёр театра и кино, народный артист Украины (2015).
Министр культуры Украины с 27 февраля по 2 декабря 2014 года и с 14 апреля 2016 по 29 августа 2019 года.

## Биография
Евгений Нищук родился 29 декабря 1972 года в Ивано-Франковске.
В 1995 году окончил Киевский театральный институт им. И. К. Карпенко-Карого (мастерская народной артистки Украины Валентины Зимней).
Актёр Киевской академической мастерской театрального искусства «Созвездие».

## Общественная деятельность
Евгений Нищук вместе с первыми лицами государства представлял Украину в Днях культуры Украины в Грузии, Азербайджане, Казахстане, Германии, Польше и других.
Во время Оранжевой революции Евгения Нищука называли «голосом Майдана», поскольку он был рупором Оранжевого Майдана. Он же стал модератором на сцене Евромайдана 2013 года, куда его пригласил Юрий Луценко. По словам Евгения Нищука, он 9 лет (с 2004 до 2013) не участвовал в митингах.
На внеочередных парламентских выборах в 2007 году был № 205 в блоке «Наша Украина — Народная самооборона».

## Министр культуры Украины

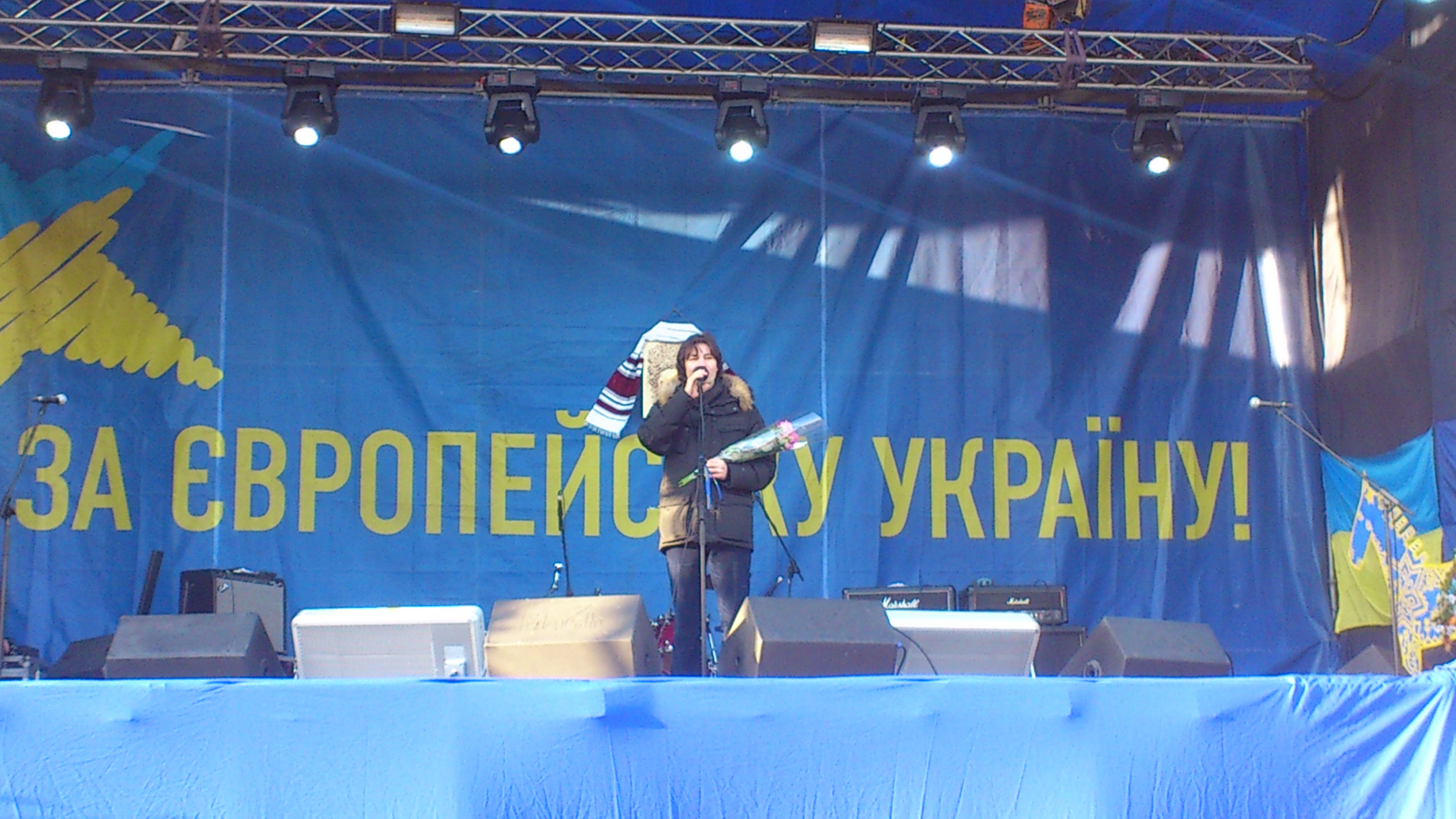
Евгений Нищук — ведущий на сцене Евромайдана, декабрь 2013 года

После победы Евромайдана и свержения президента Виктора Януковича, Евгений Нищук вошёл в правительство Яценюка. С 27 февраля 2014 года по 2 декабря 2014 год — министр культуры Украины.
2 декабря 2014 года Верховной Радой Украины утвердила Второе правительство Яценюка, в котором Евгений Нищук был лишен должности министра культуры Украины, на его место был назначен Вячеслав Кириленко
На этом посту известен в России запретом демонстрации на Украине некоторых российских фильмов (в том числе «Поддубный» и «Белая гвардия») и составлением списка персон нон грата российских артистов, которым запрещён въезд на Украину.
14 апреля 2016 года Верховная Рада Украины отправила в отставку второе правительство Яценюка, в новом правительстве Гройсмана, Евгений Нищук снова занял должность министра культуры Украины.
20 апреля 2016 года Евгений Нищук сообщил, что не намерен прекращать актёрскую карьеру из-за назначения министром культуры Украины. По мнению Нищука, выступления в театре не помешают его работе в качестве министра.
1 ноября 2018 года включён в санкционный список России.

## Отзывы и критика
Немецкий политолог Андреас Умланд считает, что Нищук сделал боевой клич Украинской повстанческой армии и лозунг украинских националистов «Слава Украине! Героям слава!» главным девизом протестного движения на Евромайдане.
22 ноября 2016 года в эфире телеканала ICTV Нищук заявил, что большая часть населения юго-восточных регионов Украины является завезённой, а потому из-за недостаточной «украинскости» генов не может воспринимать украинскую культуру, однако через несколько дней извинился за свои слова.

## Семья
Супруга — Оксана Батько-Нищук, актриса Киевского театра имени Франко, заслуженная артистка Украины; скончалась 7 октября 2016 года после продолжительной болезни, похоронена на Байковом кладбище.
Сын — Олекса (род. 1995), студент факультета киноведения театрального института имени И. К. Карпенко-Карого.

## Фильмография
1. 1993 — Ожидая груз на рейде Фучжоу возле Пагоды — эпизод
2. 1996 — Остров любви (новелла «Невеста») — друг Георгия
3. 2002 — Прощание с Каиром — Василий
4. 2004 — Железная сотня — Зорян
5. 2005 — Братство — Александр, цесаревич
6. 2008 — Владыка Андрей — молодой Стефан Павлюк
7. 2008 — Сердце мира (не завершён)
8. 2009 — Чудо
9. 2017 — Червоный
10. 2018 — Тайный дневник Симона Петлюры — Владимир Винниченко

## Награды
- 2005 — Заслуженный артист Украины[11]
- 2013 — Премия «Киевская пектораль» в номинации «Лучшая мужская роль», «Прекрасный зверь в сердце» (МТИ «Созвездие») (совместно с Алексеем Вертинским)
- 2015 — Народный артист Украины[12]
- 2017 — Орден Звезды Италии степени командора[13]
- 2019 — Орден князя Ярослава Мудрого V степени[14]